# Kippur (film)
Kippur è un film del 2000, diretto da Amos Gitai e presentato nella selezione ufficiale del Festival di Cannes 2000.

## Trama
Nella frenetica mobilitazione che, il 6 ottobre 1973, giorno dello Yom Kippur, fa seguito in Israele all'attacco congiunto di Siria ed Egitto, due giovani ufficiali della riserva, gli studenti Weinraub e Ruso, non riescono ad entrare in contatto con l'unità cui sono destinati e, quasi per caso, si trovano a disposizione di un gruppo aviotrasportato incaricato del recupero di feriti e caduti, dalla linea del fronte.
Lontano dai campi di battaglia, la guerra si manifesta loro nel suo sordo brontolio di fondo, nei corpi straziati, nel movimento apparentemente privo di razionalità dei mezzi blindati, nel suo carico di angoscia, sofferenza e lutto, negli incubi notturni.
Dopo tre giorni di operazioni, un obice siriano centra in volo il loro elicottero. Il secondo pilota rimane ucciso sul colpo. Gli altri membri della squadra, alcuni dei quali gravemente feriti, sopravviveranno alla caduta del mezzo. La loro guerra è finita, ma resta in loro il suo marchio indelebile.

## Il regista
Non molto amato nel proprio paese a causa delle sue posizioni pacifiste, Gitai attese molti anni prima di raccontare con questo film gli eventi che lo avevano visto protagonista nel corso della guerra del Kippur e ai quali era sopravvissuto per puro caso. Il progetto era comunque stato coltivato a lungo. Il primo film girato dopo il ritorno in Israele, all'epoca del disgelo promosso da Rabin, era stato War Memories, un Super 8 in cui i suoi compagni di guerra ricordavano l'incidente e riflettevano sui segni che quell'esperienza aveva lasciato in loro.
Quando Gitai si rivolse alle autorità militari israeliane per i mezzi militari necessari per il film, queste poterono controllare nei loro archivi l'aderenza della sceneggiatura alle esperienze militari vissute dal regista. E, come riconosciuto dallo stesso regista l'atteggiamento nei suoi confronti di critica, stampa ed opinione pubblica da allora non fu più lo stesso.
Alla Prima del film assistettero i suoi compagni di unità, con l'eccezione dell'amico Uzi (Ruso nel film), che da allora si era stabilito definitivamente a Los Angeles. Come egli stesso ebbe a dire fu per lui un momento di emozione, che gli offrì la possibilità di verificare in che modo i suoi ricordi, le sue sensazioni coincidessero con le loro.

## Lavorazione
Per quanto atipico, Kippur doveva essere un film di guerra e questa sua natura richiedeva un budget superiore a quello dei film girati in precedenza. A tali costi, Gitai fece fronte con gli incassi del precedente Kadosh e con mezzi finanziari provenienti da Francia e Italia. Nessun sostegno finanziario fu richiesto all'esercito israeliano che si limitò a mettere a disposizione mezzi militari (elicotteri, carri armati), noleggiate dalla produzione in conformità a tabelle orarie prestabilite. Il mezzo più costoso risultò l'elicottero adibito ad ospedale, per il quale un'ora di volo richiedeva 20.000 dollari. L'esercito mise anche a disposizione le proprie liste di riservisti, cui attingere per gli autisti dei mezzi. Il coordinamento fu affidato ad un colonnello anch'esso della riserva che riunì gli uomini della propria unità. L'affiatamento tra gli uomini si rivelò prezioso anche nel superamento degli ostacoli produttivi che si presentarono quando, per un certo periodo, le esigenze militari in Libano fecero mancare la disponibilità di mezzi. Principio ispiratore delle scelte produttive fu quello di escludere interferenze e assicurare una totale autonomia creativa.
Un particolare impegno fu richiesto dalle scene girate sull'elicottero. In un film il cui proposito, perseguito sino a scostarsi totalmente dalle convenzioni del cinema di guerra,
era "confondere lo sguardo del regista con quello dei protagonisti", anche l'unico momento di vera azione militare, l'abbattimento dell'elicottero in territorio siriano, esigeva un punto di vista parziale. Le riprese furono girate da tre macchine da presa situate all'interno dell'elicottero, collocato su un vasto pianale che era collegato ad un camion da un complesso sistema idraulico, fatto pervenire dagli studios di Pinewood. Gitai afferma di essersi ispirato ad un'analoga scena di Altman, in Catch 22, scena che però era stata girata in studio.
Nonostante il parere contrario dell'esercito, che avrebbe preferito la Galilea, il regista volle girare sulle alture del Golan, sui luoghi dei combattimenti, il che richiese che le autorità siriane fossero preliminarmente avvisate.

### Sonoro e riprese
()
Ad un principio di "riduzione" all'esperienza soggettiva dei protagonisti si attennero le scelte in materia di sonoro. Al montatore del suono, Alex Calude, già collaboratore di Gitai in Kadosh, fu chiesto di utilizzare il materiale grezzo, registrato durante le riprese, senza ripulirlo eccessivamente, per creare una sensazione di "bombardamento sonoro permanente".
Anche per le riprese, il regista evitò di esercitare un controllo demiurgico sull'ordine delle operazioni nel teatro bellico, consentendo l'intromissione di materiali casuali, caotici, frammentari, per restituire con più immediatezza il senso di precarietà, imprevedibilità, impotenza di chi si muoveva all'interno della guerra. In ciò trovò un notevole contributo da parte del direttore della fotografia, lo svizzero Renato Berta.

## Critica
Già la dedica, nei titoli, a Sam Fuller, si rivela una dichiarazione di intenti: raccontare la guerra come evento esistenziale più che politico, rivolgendo l'attenzione alle esperienze individuali e non al procedere delle operazioni e al loro esito..
La guerra si manifesta come assenza, ostacolo opposto dalla realtà, come aporia permanente che impedisce il funzionamento degli usuali rituali di vita. Emblematica, al proposito, è la lunga sequenza, sospesa tra l'onirico e il reale, in cui i soccorritori cercano invano di trasportare in salvo un ferito, affondando continuamente nel fango e rovesciando ripetutamente il loro carico nella melma.
Gitai traduce questa aporia nel linguaggio ritualizzato del film. Nella scenografia, la realtà della guerra trova espressione nella terra massacrata dai cingoli dei mezzi militari.. Nella sceneggiatura, nell'assenza di un avanzare della narrazione, nella difficoltà nel muoversi - sia nel tragitto che conduce i due protagonisti verso la guerra, sia durante le operazioni -, nel circolare incepparsi dei rituali di salvataggio. Nel montaggio, nel ritmico ripetersi di ampi piani sequenza che ripropongono gli stessi contenuti, senza schiudere la possibilità di un esito, una soluzione.
L' "occhio galleggiante" del cinema di Gitai rende conto in questo modo di un episodio di un conflitto, quello medio-orientale, come pochi altri caratterizzato dal circolare ripetersi, senza uscita, di guerre, attese, illusioni.